# Edgard Sorgeloos
Edgard Sorgeloos (Denderhoutem, Haaltert, 14 de diciembre de 1930) fue un ciclista belga, que fue profesional entre 1951 y 1966. Su principal éxito deportivo fue la victoria en una etapa del Tour de Francia de 1965.

## Palmarés
1955
- 1 etapa a la Vuelta a Suiza
- 1 etapa a la Vuelta a Bélgica

1957
- 1 etapa a la Vuelta a Suiza

1959
- Sassari-Cagliari

1960
- 1 etapa de A través de Flandes

1962
- 1 etapa de la París-Niza

1964
- Sassari-Cagliari

1965
- 1 etapa al Tour de Francia

## Resultados en las grandes vueltas
| Carrera         | 1951 | 1952 | 1953 | 1954 | 1955 | 1956 | 1957 | 1958 | 1959 | 1960 | 1961 | 1962 | 1963 | 1964 | 1965 | 1966 |
| --------------- | ---- | ---- | ---- | ---- | ---- | ---- | ---- | ---- | ---- | ---- | ---- | ---- | ---- | ---- | ---- | ---- |
| Giro de Italia  | -    | -    | -    | -    | -    | 14º  | 44.º | -    | 55.º | 54.º | 46.º | -    | -    | -    | -    | -    |
| Tour de Francia | -    | -    | -    | -    | -    | -    | -    | -    | -    | -    | -    | 62.º | Ab.  | 61.º | 84.º | Ab.  |
| Vuelta a España | -    | -    | -    | -    | -    | 22º  | -    | -    | -    | -    | -    | -    | 15º  | -    | -    | -    |
| Mundial en Ruta | -    | -    | -    | -    | -    | -    | -    | -    | -    | -    | -    | -    | -    | 31.º | -    | -    |

-: no participa

Ab.: abandono